# 弗魯特代爾 (印地安納州)
弗魯特代爾（英語：Fruitdale）是位於美國印地安納州布朗縣的一個非建制地區。該地的面積和人口皆未知。

## 地理
弗魯特代爾的座標為39°19′19″N 86°15′28″W / 39.32194°N 86.25778°W，而該地的平均海拔高度為257米（即843英尺）。